# Erik Lundqvist
Erik Hjalmar Lundqvist (Grängesberg, 29 giugno 1908 – Grängesberg, 7 gennaio 1963) è stato un giavellottista svedese, medaglia d'oro ai Giochi olimpici del 1928 ad Amsterdam.

## Palmarès
| Anno | Manifestazione | Sede      | Evento                 | Risultato | Misura  | Note            |
| ---- | -------------- | --------- | ---------------------- | --------- | ------- | --------------- |
| 1928 | Olimpiadi      | Amsterdam | Lancio del giavellotto | Oro       | 66,60 m | Record olimpico |